# Grzegorz Łakota
Grzegorz Łakota, ukr. Григорій Іванович Лакота, trans. Hryhorij Iwanowycz Łakota (ur. 31 stycznia 1883 w Hołodówce, zm. 12 listopada 1950 w łagrze Abieź koło Workuty) – błogosławiony Kościoła katolickiego, biskup pomocniczy greckokatolickiej eparchii przemyskiej, męczennik.

## Życiorys
Urodził się w miejscowości Hołodówce, która wówczas leżała w Austro-Węgrzech. Studiował we Lwowie. Święcenia kapłańskie otrzymał w Przemyślu w 1908 roku. 2 lipca 1913 roku uzyskał stopień doktora teologii na Uniwersytecie Wiedeńskim na podstawie pracy pt. Die Bedeutung der Bergpredigt bei Matthäus. Od 1913 był profesorem Seminarium Duchownego w Przemyślu, następnie jego rektorem (1918–1926). 16 maja 1926 roku otrzymał sakrę biskupią i został mianowany biskupem pomocniczym w Przemyślu. 
27 czerwca 1946 roku został aresztowany. Mimo że był polskim obywatelem deportowano go do ZSRR przez punkt graniczny w Medyce. Początkowo był uwięziony we Lwowie, a następnie w Kijowie. Był sądzony w Kijowie za „współpracę z hitlerowcami i z watykańskim wywiadem”.  Został skazany na 10 lat łagru i wywieziony do Workuty w republice Komi. Był uwięziony w obozie oznaczonym symbolem „OLP Nº9”. Początkowo pracował w kopalni węgla. Niewolnicza praca i ciężkie warunki życia w łagrze spowodowały pogorszenie stanu zdrowia. Przewieziono go do szpitala w miejscowości Abieź, gdzie zmarł 2 listopada 1950. Został pochowany na tamtejszym obozowym cmentarzysku, w grobie oznaczonym napisem „D-14”.
Biskup Grzegorz został beatyfikowany przez papieża Jana Pawła II 27 czerwca 2001 na hipodromie we Lwowie podczas Liturgii, połączonej z beatyfikacjami 27 nowomęczenników greckokatolickich, odprawionej w obrządku bizantyjsko-ukraińskim, podczas pielgrzymki Jana Pawła II na Ukrainę.

## Literatura
- Dmytro Błażejowśkyj, Istorycznyj szematyzm Peremyskoji Eparchiji z wkluczennjam Apostolśkoji Administratury Łemkiwszczyny (1828-1939), Lwów 1995, ISBN 5-7745-0672-X.